# CHOP
CHOP (of R-CHOP) is een combinatiechemotherapie die wordt gebruikt bij de behandeling van verschillende non-hodgkinlymfomen (en de ziekte van Hodgkin in enkele gevallen). De naam is een acroniem van de geneesmiddelen (cytostatica) die onderdeel zijn van het therapieschema. 
Schema's zoals (R-)CHOEP en (R-)CVP zijn op het schema gebaseerd.
| Middel                   | [R]-CHOP-14 of [R]-CHOP-21 | [R]-Maxi-CHOP | Toepassing               | Toediening |
| ------------------------ | -------------------------- | ------------- | ------------------------ | ---------- |
| Rituximab                | 375 mg/m²                  | 375 mg/m²     | Intraveneus of subcutaan | Dag 1      |
| Cyclofosfamide           | 750 mg/m²                  | 1200 mg/m²    | Intraveneus              | Dag 1      |
| Hydroxydaunorubicine     | 50 mg/m²                   | 75 mg/m²      | Intraveneus              | Dag 1      |
| Oncovin / Vincristine    | 1.4 mg/m² (max. 2 mg)      | 2 mg          | Intraveneus              | Dag 1      |
| Prednison of Prednisolon | 40 mg/m²                   | 100 mg        | Oraal                    | Dagen 1-5  |

Andere namen voor Hydroxydaunorubicine zijn Doxorubicine en Adriamycine, de letters H, D en A worden in verschillende schema's gebruikt voor hetzelfde geneesmiddel.
Wanneer de monoklonale antistof rituximab onderdeel is van de behandeling wordt dit schema R-CHOP genoemd. Rituximab kan zowel subcutaan (middels een onderhuidse injectie) als intraveneus worden toegediend. Tijdens de eerste twee cycli wordt meestal gekozen voor een vertraagde intraveneuze toediening om te kunnen controleren of een allergische reactie optreedt. Als blijkt dat de patiënt het middel zonder problemen verdraagt, kan men besluiten een subcutane toediening toe te passen en de behandeltijd (het bezoek aan het behandelcentrum) zo te verkorten.
Afhankelijk van de ziekte en het stadium wordt deze kuur veelal in cycli van 14 of 21 dagen toegediend: de cyclus wordt respectievelijk op dag 15 of dag 22 herhaald.
Voorafgaand aan iedere cyclus controleert de arts het bloed van de patiënt. Indien het bloedbeeld onvoldoende is hersteld, wordt het schema minstens één week uitgesteld.
Het schema wordt doorgaans poliklinisch toegepast en duurt (afhankelijk van samenstelling en methode van toediening) 2 tot 10 uur. Voor, tussen en na de toediening van ieder geneesmiddel wordt een zoutoplossing toegepast, dit noemt men meestal "spoelen".
Bij aanhoudende neuropathie ten gevolge van vincristine wordt de dosis van het middel gereduceerd tot maximaal de helft, in andere gevallen wordt gebruik van het middel gestaakt.

## Variaties
Vanwege de variaties in non-hodgkinlymfomen wordt niet iedere variant hetzelfde behandeld, derhalve bestaan variaties op het CHOP-schema.

### CHOEP of R-CHOEP
CHOEP (of R-CHOEP) is een uitbreiding op het CHOP-schema: Etoposide wordt aan CHOP toegevoegd. 
Wanneer rituximab onderdeel is van de behandeling wordt dit schema R-CHOEP genoemd.
R-CHOEP wordt voornamelijk gebruikt bij T-cel NHL en bij jonge patiënten met het diffuus grootcellig B-cellymfoom.
DA-EPOCH (Dose Adjusted EPOCH) is een zwaardere variatie op R-CHOEP. Deze wordt in Nederland slechts in een enkel geval toegepast.

### CEOP of R-CEOP
CEOP bestaat uit:
- Cyclofosfamide
- Etoposide
- Oncovin (Vincristine)
- Prednison of Prednisolon

Wanneer rituximab onderdeel is van de behandeling wordt dit schema R-CEOP genoemd.

### CVP of R-CVP
CVP is een (mildere) variatie op het CHOP-schema (zonder Hydroxydaunorubicine).
CVP wordt veelal gebruikt voor indolente non-hodgkinlymfomen (lymfoplasmacytair lymfoom, ziekte van Waldenström, marginalezonelymfoom, folliculair lymfoom) en chronische lymfatische leukemie.
CVP bestaat uit:
- Cyclofosfamide
- Vincristine (Oncovin)
- Prednison of Prednisolon

In CVP wordt de O uit CHOP (voor Oncovin) aangeduid met de V voor Vincristine, CVP wordt daarom ook wel COP genoemd.
Wanneer rituximab onderdeel is van de behandeling wordt dit schema R-CVP (of R-COP) genoemd.

## Ondersteunende medicatie
Ondersteunende medicatie bij deze kuur bestaat vaak uit laxeermiddelen, dexamethason, ondansetron of granisetron, aprepitant en enkele (andere) anti-emetica zoals metoclopramide. Wanneer rituximab onderdeel is van de behandeling worden clemastine (tavegyl) en paracetamol gebruikt om een allergische reactie te onderdrukken.

## Bijwerkingen
Bijwerkingen bij alle CHOP-gerelateerde schema's bestaan uit:
- Obstipatie, kan worden ondervangen door het gebruik van laxeermiddelen
- Haaruitval in veel gevallen (minder vaak bij de mildere schema's), meestal wordt het haar slechts wat dunner
- Neuropathie bij vincristine (oncovin), tijdelijk of permanent
- Misselijkheid, kan deels worden ondervangen door het gebruik van anti-emetica
- Vermoeidheid
- Euforie, stemmingswisselingen en onrust bij prednison of prednisolon
- Neutropenie in enkele gevallen
- Verminderde afweer en verhoogde gevoeligheid voor infecties
- Verminderde vruchtbaarheid ten gevolge van cyclofosfamide, deze bijwerking kan tijdelijk of permanent zijn
- Bij hydroxydaunorubicine (ook wel adriamycine of doxorubicine) kan de urine rood aankleuren (slechts op de dag van de toediening) en het haar kan een rode gloed krijgen
- Huidreacties zoals netelroos
- Verminderde pompfunctie van het hart, hartschade